# 宮崎観光バス
宮崎観光バス有限会社（みやざきかんこうバス）は、宮崎県宮崎市に本社を置く、宮児タクシーグループのバス事業者である。貸切バス事業を主に営んでいる。

## 沿革
- 1999年4月 - 会社設立。[2]

## 乗合バス
- 宮崎市木花地区で運行されているコミュニティバスである、木花巡回バスの運行を受託している。※詳細は『木花巡回バス』の項を参照